# Trenton (Carolina del Nord)
Trenton és una població dels Estats Units i seu del comtat de Jones a l'estat de Carolina del Nord. Segons el cens del 2007 tenia 201 habitants.

## Demografia
Segons el cens del 2000, Trenton tenia 206 habitants, 95 habitatges i 66 famílies. La densitat de població era de 418,6 habitants per km².
Dels 95 habitatges en un 23,2% hi vivien nens de menys de 18 anys, en un 49,5% hi vivien parelles casades, en un 12,6% dones solteres, i en un 29,5% no eren unitats familiars. En el 26,3% dels habitatges hi vivien persones soles el 13,7% de les quals corresponia a persones de 65 anys o més que vivien soles. El nombre mitjà de persones vivint en cada habitatge era de 2,13 i el nombre mitjà de persones que vivien en cada família era de 2,51.
Per edats la població es repartia de la següent manera: un 20,4% tenia menys de 18 anys, un 5,3% entre 18 i 24, un 22,3% entre 25 i 44, un 26,7% de 45 a 60 i un 25,2% 65 anys o més.
L'edat mediana era de 46 anys. Per cada 100 dones de 18 o més anys hi havia 97,6 homes.
La renda mediana per habitatge era de 35.833 $ i la renda mediana per família de 40.156 $. Els homes tenien una renda mediana de 26.750 $ mentre que les dones 20.625 $. La renda per capita de la població era de 14.774 $. Entorn del 18,8% de les famílies i el 20,2% de la població estaven per davall del llindar de pobresa.

## Poblacions més properes
El següent diagrama mostra les poblacions més properes.